# Андрияновы
Андрияновы — старшинский дворянский донской род (станиц Тишанской и Букановской).
Родоначальник Андриянов, Иван Андриянович (1752—1827 гг.), из дворян, генерал-майор, герой Отечественной войны 1812 года. У Иван Андрияновича было пять сыновей: Тихон (род. 1772 г.), Иван (род. 1774 г.), Иван (род. 1777 г.), Фёдор (род. 1785 г.), Михаил (род. 1790 г.) и две дочери Александра (род. 1780 г.).
- Андриянов, Иван Иванович из дворян, генерал-майор, герой войны с турками, Отечественной войны 1812 года и Заграничного похода. За отличия награждён Орденом Св. Георгия, орденом Св. Анны с алмазами и Золотым Знаком.
- Андриянов, Тихон Иванович, есаул, участник Прусской компании 1806—1807 гг.
- Андриянов, Иван Иванович (третий) (род. 1777 г.) из дворян, полковник, герой Италийского похода, участник войны с турками и Отечественной войны 1812 года, в Заграничном походе. Награждён золотой саблей За Храбрость.
- Андриянов, Иван Алексеевич (род. 1830 г.) — из дворян, казак станицы Тишанской. Генерал от кавалерии. Участник Обороны Севастополя. В Русско-турецкую войну 1877—1878 гг. в составе Нижне-Дунайского отряда ген-лейт. Циммермана[1].